# Новобелицкая (станция)
Новобелицкая — железнодорожная станция Белорусской железной дороги в городе Гомель. Обслуживает поезда линий Гомель-Пассажирский — Куток, Гомель-Пассажирский — Горностаевка (далее до Чернигова), Гомель-Пассажирский — Злынка.
Открыта в 1887 году.

## Осуществляемые операции
Станция осуществляет следующие пассажирские и грузовые операции:
- Продажа пассажирских билетов;
- Приём, выдача багажа;
- Приём и выдача повагонных отправок грузов, допускаемых к хранению на открытых площадках станций;
- Приём и выдача грузов повагонными и мелкими отправками, загружаемых целыми вагонами, только на подъездных путях и местах необщего пользования[5].